# Cytaea aeneomicans
Cytaea aeneomicans là một loài nhện trong họ Salticidae.
Loài này thuộc chi Cytaea. Cytaea aeneomicans được Eugène Simon miêu tả năm 1902.